# Nowodruck (przystanek kolejowy)
Nowodruck (biał. Навадруцк, ros. Новодруцк) – przystanek kolejowy w miejscowości Paryż, w rejonie postawskim, w obwodzie witebskim, na Białorusi. Położony jest na linii Królewszczyzna - Łyntupy.
Stacja kolejowa Nowodruck powstała przed I wojną światową. Dawniej leżała na terenie osiedla kolejowego Nowodruck, połączonego w czasach sowieckich z Paryżem. W 1993 stacja została zdegradowana do roli przystanku.